# Імені Хасана Курбонова
імені Хаса́на Курбо́нова (тадж. ба номи Ҳасан Қурбонов) — село у складі Хатлонської області Таджикистану. Входить до складу Туґарацького джамоату Восейського району.
Село розташоване на річці Кулобдар'я.
Колишня назва Лархобі, Лярхобі, сучасна назва з 4 жовтня 2011 року.
Населення — 2995 осіб (2010; 2968 в 2009, 1556 в 1980).
Національний склад станом на 1980 рік — таджики.